# Gino Paoli allo Studio A
Gino Paoli allo Studio A è il quarto album di Gino Paoli, pubblicato nel 1965

## Il disco
L'album è registrato dal vivo il 4 febbraio 1965, con un pubblico ristretto, allo Studio A della RCA Italiana, facente parte del monumentale complesso edilizio, sito al km 12 della via Tiburtina a Roma, dove la casa discografica svolgeva le diverse attività. Sempre nel 1965 Paoli avrebbe cambiato etichetta, passando alla CGD).
Nel disco sono presenti dodici canzoni, dieci cantate da Paoli, una da Lucio Dalla (L'ora di piangere) ed una da Anna Maria Izzo (Piano), entrambi introdotti dal cantautore come guest dell'intera performance. Vi sono inoltre alcune reinterpretazioni, tra cui due dell'amico Bruno Lauzi (Il tuo amore e Il poeta) e due del francese Alain Barrière.
Tra i musicisti del gruppo che accompagna Paoli figura Antonio Coggio al pianoforte e all'organo; nel decennio successivo Coggio diventerà notissimo come autore delle musiche di molti successi di Claudio Baglioni (da Questo piccolo grande amore a Sabato pomeriggio).
Pubblicato dalla RCA Italiana nella Serie Special, l'album è stato ristampato in CD nel 2002 dalla BMG Ricordi (numero di catalogo: 74321913202)
L'album è presente nella classifica dei 100 dischi italiani più belli di sempre secondo Rolling Stone Italia alla posizione numero 80.

## Le canzoni

### Lei sta con te
La canzone è una reinterpretazione di Your other love, successo di Connie Francis del 1963; Paoli l'aveva presentata al Cantagiro 1964.
Nel 1993 Francesco Baccini ne ha inciso una cover con un arrangiamento reggae e una parte di testo nuovo scritto da Gaudi, inserita nell'album Nudo e poi pubblicata su singolo l'anno successivo.

### Il tuo amore
La canzone era stata presentata dal suo autore, Bruno Lauzi, al festival di Sanremo 1965

### Prima di vederti
La canzone viene pubblicata sul 45 giri Sarà lo stesso/Prima di vederti (RCA Italiana, PM 3304)

### Vivrò
La canzone è una reinterpretazione di Ma vie; l'autore ed interprete della canzone originale, il francese Alain Barrière, ne incise una sua versione usando il testo italiano di Paoli e Sergio Bardotti

### E più ti amo
Anche questa è una canzone di Barrière, Plus je t'entends, che l'autore riprese in questa traduzione; nello stesso anno venne incisa da Franco Battiato

### Piano
La prima delle due canzoni non cantate da Paoli è la reinterpretazione di Where Did Our Love Go? di Diana Ross e The Supremes, con il testo italiano scritto da Sergio Bardotti, ed è presentata da Anna Maria Izzo, una delle componenti del gruppo La Cricca, che l'aveva incisa su 45 giri da solista l'anno precedente (Piano/Come tutti gli altri, ARC, AN 4029)

### Sapore di sale
Successo del 1963, Paoli lo presentò al Cantagiro 1963.

### Che cosa c'è
Altro successo del 1963, incisa nello stesso anno da Ornella Vanoni su 45 giri e all'interno dell'album Le canzoni di Ornella Vanoni.
Tra le altre cover del brano vi è quella di Giusy Ferreri nell'EP Non ti scordar mai di me

### L'ora di piangere
La canzone, la seconda non cantata da Paoli, è eseguita dal suo amico Lucio Dalla, che l'aveva presentata nel suo secondo 45 giri, L'ora di piangere/Io al mondo ho solo te (ARC, AN 4037).

### Il cielo in una stanza
Uno dei primi successi di Paoli, venne lanciata da Mina nel 1960, nel 45 giri Il cielo in una stanza/La notte.

### Il poeta
La canzone venne incisa dal suo autore nello stesso anno nell'album Lauzi al cabaret; tra le altre cover, oltre a quella di Paoli in quest'album ricordiamo quella di Mina (nell'album ...bugiardo più che mai... più incosciente che mai... del 1969).

### Rimpiangerai, rimpiangerai
La canzone viene pubblicata, insieme a il poeta di Lauzi, sul 45 giri Rimpiangerai rimpiangerai/Il poeta, PM 3310); si tratta di un brano allegro scritto dal maestro Gianni Marchetti con Gianni Sanjust e Paolo Lepore.

## Tracce
Lato A
1. Lei sta con te – 3:29 (testo: Gino Paoli, Sergio Bardotti – musica: Ben Raleigh e Klaus Ogermann)
2. Il tuo amore – 2:26 (Bruno Lauzi)
3. Prima di vederti – 3:09 (Gino Paoli)
4. Vivrò – 4:18 (testo: Gino Paoli, Sergio Bardotti – musica: Alain Barrière)
5. E più ti amo – 2:57 (testo: Gino Paoli – musica: Alain Barrière)
6. Piano – 2:25 (testo: Sergio Bardotti – musica: Brian Holland, Lamont Dozier, Eddie Holland)

Durata totale: 18:44
Lato B
1. Sapore di sale – 1:59 (Gino Paoli)
2. Che cosa c'è – 4:00 (Gino Paoli)
3. L'ora di piangere – 2:54 (testo: Sergio Bardotti, Ettore Carrera – musica: Francis George Morton)
4. Il cielo in una stanza – 3:17 (Gino Paoli)
5. Il poeta – 2:54 (Bruno Lauzi)
6. Rimpiangerai, rimpiangerai – 0:37 (testo: Gianni Sanjust, Paolo Lepore – musica: Gianni Sanjust, Gianni Marchetti)

Durata totale: 15:41